# Mushroom Island (Grenada)
Mushroom Island ist eine kleine, zu Grenada gehörende unbewohnte Insel der Kleinen Antillen in der Karibik direkt vor der Südküste der Insel Carriacou.

## Geographie
Die Insel liegt unmittelbar vor der Südküste von Carriacou, in Nähe des Goat Point am Südwestzipfel der Insel. Sie steht im Eingang zur Cassada Bay. Wenige Meter weiter nördlich liegt noch das winzige Inselchen Petit Cola. Nach Osten schließen sich die Inseln White Island und Saline Island an.